# Шведско-дански рат (1675—1679)
Шведско-дански рат 1675-1679. године трећи је оружани сукоб Данске и Шведске. Овај рат је део Шведско-бранденбуршког рата.

## Увод
Шведско-дански ратови вођени су у 16. и 17. веку на копну и мору, ради стицања и одржавања превласти у подручју Балтика. Династичке супротности и борбе око превласти између Данске и Шведске постојале су и раније, али су се нарочито заоштриле тек другом половином 16. века кад почињеда опада моћ Ханзе.
У северном седмогодишњем рату (1563—1570) почињу први сукоби између шведских и савезничких данско-либечких поморских снага. Тад је Шведска ојачала свој положај на мору, углавном на рачун Ханзе, али је Данска, захваљујући својој флоти успела да одржи своје поседе у јужном делу Скандинавског полуострва и острвцима Готланду и Сарему, а тиме и превласт у Балтичком мору. У Калмарском рату (1611—1613) Данци су успели да заузму Калмар и Јетеборј, а Швеђани у савезу са Холандијом и Либеком да спрече даље продирање Данаца.

## Рат
Данска је 1675. године у шведско-бранденбуршком рату поновно објавила Шведској рат. Осим мањих дејстава на копну, дошло је 4-5. јуна 1676. године до неодлучне поморске битке између шведске флоте (25 линијских бродова) и савезничке данско-холандске флоте (18 линијских бродова) југозападно од острва Борнхолма. До поновног судара и шведског пораза на мору дошло је 11. јуна код острва Еланда док су у бици на копну код Лунда, 14. децембра, Швеђани (око 6000 људи) нанели пораз Данцима. У бици код Лантскруне од 22. марта 1677. године, шведске снаге нанеле су одлучујући пораз јачим данским снагама. При покушају шведске ескадре да продре у Велики Белт ради сједињења са главнином у Балтичком мору, код острва Мена, Швеђани су 31. маја 1677. године претрпели пораз од данске ескадре, али то није нарушило њихову превласт на Балтику. Швеђани су тежили да потпуно униште данску флоту пре сједињења са савезничком, но 1. јула код Кеге Бухта претрпели су нови пораз. Захваљујући флоти Данска је очувала своје поморске комуникације и обалу од шведских напада, али се, ипак, миром у Лунду 1679. године морала одрећи ранијих поседа у Шведској и одустати од даље борбе за превласт на Балтику.